# العلاقات الأسترالية الماليزية
العلاقات الأسترالية الماليزية هي العلاقات الثنائية التي تجمع بين أستراليا وماليزيا.

## مقارنة بين البلدين
هذه مقارنة عامة ومرجعية للدولتين:
| وجه المقارنة                                              | أستراليا                                   | ماليزيا       |
| --------------------------------------------------------- | ------------------------------------------ | ------------- |
| المساحة (كم2)                                             | 7.69 مليون                                 | 330.29 ألف    |
| عدد السكان (نسمة)                                         | 24.51 مليون                                | 31.62 مليون   |
| الكثافة السكانية (ن./كم²)                                 | 3.19                                       | 95.73         |
| العاصمة                                                   | كانبرا، ملبورن                             | كوالالمبور    |
| اللغة الرسمية                                             | لغة إنجليزية                               | لغة ماليزية   |
| العملة                                                    | دولار أسترالي، جنيه إسترليني، جنيه أسترالي | رينغيت ماليزي |
| الناتج المحلي الإجمالي (بليون دولار)                      | 1.32 تريليون                               | 314.50 مليار  |
| الناتج المحلي الإجمالي (تعادل القوة الشرائية) بليون دولار | 1.10 تريليون                               | 817.43 مليار  |
| الناتج المحلي الإجمالي الاسمي للفرد دولار أمريكي          | 56.31 ألف                                  | 9.77 ألف      |
| الناتج المحلي الإجمالي للفرد دولار أمريكي                 | 45.92 ألف                                  | 25.64 ألف     |
| مؤشر التنمية البشرية                                      | 0.939                                      | 0.779         |
| رمز المكالمات الدولي                                      | +61                                        | +60           |
| رمز الإنترنت                                              | .au                                        | .my           |
| المنطقة الزمنية                                           |                                            | ت ع م+08:00   |

## مدن متوأمة
في ما يلي قائمة باتفاقيات التوأمة بين مدن أسترالية وماليزية:
- ترتبط City of Fremantle [الإنجليزية]‏ مع Seberang Perai [الإنجليزية]‏ باتفاقية توأمة.[22]
- ترتبط أديلايد مع جورج تاون باتفاقية توأمة.
- ترتبط City of Rockingham [الإنجليزية]‏ مع كوتا كينابالو باتفاقية توأمة.

## منظمات دولية مشتركة
يشترك البلدان في عضوية مجموعة من المنظمات الدولية، منها:
| علم المنظمة | اسم المنظمة                                      | تاريخ انضمام أستراليا | تاريخ انضمام ماليزيا |
| ----------- | ------------------------------------------------ | --------------------- | -------------------- |
|             | منتدى التعاون الاقتصادي لدول آسيا والمحيط الهادئ | 6 نوفمبر 1989         | 6 نوفمبر 1989        |
|             | منظمة التجارة العالمية                           | ?                     | ?                    |
|             | أسيان                                            | ?                     | 8 أغسطس 1967         |
|             | الاتحاد البريدي العالمي                          | ?                     | ?                    |
|             | منتدى آسيان الإقليمي ‏                            | ?                     | ?                    |
|             | دول الكومنولث                                    | ?                     | ?                    |
|             | يونسكو                                           | 4 نوفمبر 1946         | 16 يونيو 1958        |
|             | الفريق المعني برصد الأرض                         | ?                     | ?                    |
|             | مؤسسة التمويل الدولية                            | 20 يوليو 1956         | 20 مارس 1958         |
|             | المركز الدولي لتسوية المنازعات الاستشارية        | 1 يونيو 1991          | 14 أكتوبر 1966       |
|             | بنك التنمية الآسيوي                              | 1966                  | 1966                 |
|             | منظمة حظر الأسلحة الكيميائية                     | ?                     | ?                    |
|             | مؤسسة التنمية الدولية                            | 24 سبتمبر 1960        | 24 سبتمبر 1960       |
|             | وكالة ضمان الاستثمار متعدد الأطراف               | 10 فبراير 1999        | 6 ديسمبر 1991        |
|             | الاتحاد الدولي للاتصالات                         | 27 مايو 1878          | 3 فبراير 1958        |
|             | منظمة الشرطة الجنائية الدولية                    | ?                     | ?                    |
|             | الأمم المتحدة                                    | 1 نوفمبر 1945         | 17 سبتمبر 1957       |
|             | البنك الدولي للإنشاء والتعمير                    | 5 أغسطس 1947          | 7 مارس 1958          |
|             | المنظمة الهيدروغرافية الدولية                    | ?                     | ?                    |

## أعلام
هذه قائمة لبعض الشخصيات التي تربطها علاقات بالبلدين:
- بريندان غان (3 يونيو 1988[29] – )
- بيتا سيرجيانت (ممثلة أسترالية، القرن العشرين – )
- جيمس وان (27 فبراير 1977 – )
- ريتشارد ليم (سياسي أسترالي، 23 ديسمبر 1946 – )
- فؤاد ستيفنز (سياسي ماليزي، 14 سبتمبر 1920 – 6 يونيو 1976)
- كيمبرلي تشن (مغنية أسترالية، 23 مايو 1994 – )
- ماثيو ديفيز (لاعب كرة قدم أسترالي، 7 فبراير 1995 – )
- ميتشيل غيلبرت (سائق سيارة سباق أسترالي، 10 مايو 1994 – )
- ناتاشا هدسون (ممثلة ماليزية، 9 سبتمبر 1982 – )
- نيك كيريوس (لاعب كرة مضرب أسترالي، 27 أبريل 1995 – )

## وصلات خارجية
- موقع وزارة الخارجية الأسترالية
- موقع وزارة الخارجية الماليزية